# 平成25年7月・8月豪雨
平成25年7月・8月豪雨（へいせい25ねん7がつ・8がつごうう）は、2013年7月から8月にかけて、日本で発生した複数の豪雨災害の総称である。この時期に各地で相次いで発生した豪雨災害の中には、激甚災害または局地激甚災害に指定されたものもある。

## 7月17日から18日にかけての山形県の大雨
7月17日から18日にかけて、低気圧等の影響で山形県では記録的な大雨となり、河川の氾濫や土砂災害等による被害が出た。県内で行方不明1人、負傷者3人、浸水家屋80棟以上の被害となった。

## 7月22日から8月1日にかけての大雨
7月22日から8月1日にかけて、日本海から東北地方付近にのびる梅雨前線と、本州に沿って西から流れ込む暖かく湿った空気や上空の寒気の影響で、広い範囲で大気の状態が不安定となり、九州から北海道にかけて局地的に非常に激しい雨が降った。
この期間内の総降水量は、北海道登別市カルルスで531.0ミリと500ミリを超えたほか、福島県、新潟県、石川県、福井県、岐阜県、滋賀県、島根県、山口県で300ミリを超えた。
24時間降水量では、島根県鹿足郡津和野町津和野で29日2時50分までに観測史上1位となる381.0ミリとなったほか、山形県、石川県、福井県、鳥取県、山口県でも観測史上1位を更新した地点があった。
また、1時間降水量では、山口県山口市山口で28日8時13分までに143.0ミリ、同県萩市須佐で28日12時04分までに138.5ミリ、島根県鹿足郡津和野町津和野で28日4時44分までに91.5ミリの猛烈な雨が降り、観測史上1位を更新したほか、西日本から北日本の広い範囲で局地的に非常に激しい雨が降った。
災害状況
- 死者3名・行方不明者2名・負傷者17名
- 住家全壊28棟・半壊27棟・一部損壊29棟
- 床上浸水694棟・床下浸水2,892棟

## 8月9日から10日にかけての秋田県と岩手県の大雨
災害状況 (消防白書による)
- 死者8名・負傷者12名
- 住家全壊12棟・半壊118棟・一部損壊1棟
- 床上浸水315棟・床下浸水1,626棟

## 8月23日から25日にかけての島根県の大雨
8月23日から25日にかけて、西日本をゆっくり南下した前線に向かって、南海上から暖かく湿った空気が、太平洋高気圧の縁を回って流れ込んだため、大気の状態が非常に不安定となった。島根県西部では、24日の明け方と25日の明け方に猛烈な雨が降り、24時間降水量が多いところで400ミリを超え、8月の月降水量平年値の約3倍の記録的な大雨となった。24時間雨量は江津市桜江町で413.5mmを観測した。
この大雨により、島根県邑智郡邑南町において死者1人、江津市と浜田市において住家の全壊7棟となった。また、河川の護岸と道路の路肩や法面の崩壊が多数発生し、住家の浸水と農地の冠水が発生したほか、土砂災害による住家の被害も多数発生した。その他、停電や断水、交通機関の運休など大きな影響が出た。
島根県西部に大きな被害を出したこの豪雨災害は「平成25年8月島根豪雨」あるいは「島根県西部豪雨」などと呼ばれる。